# Сорол

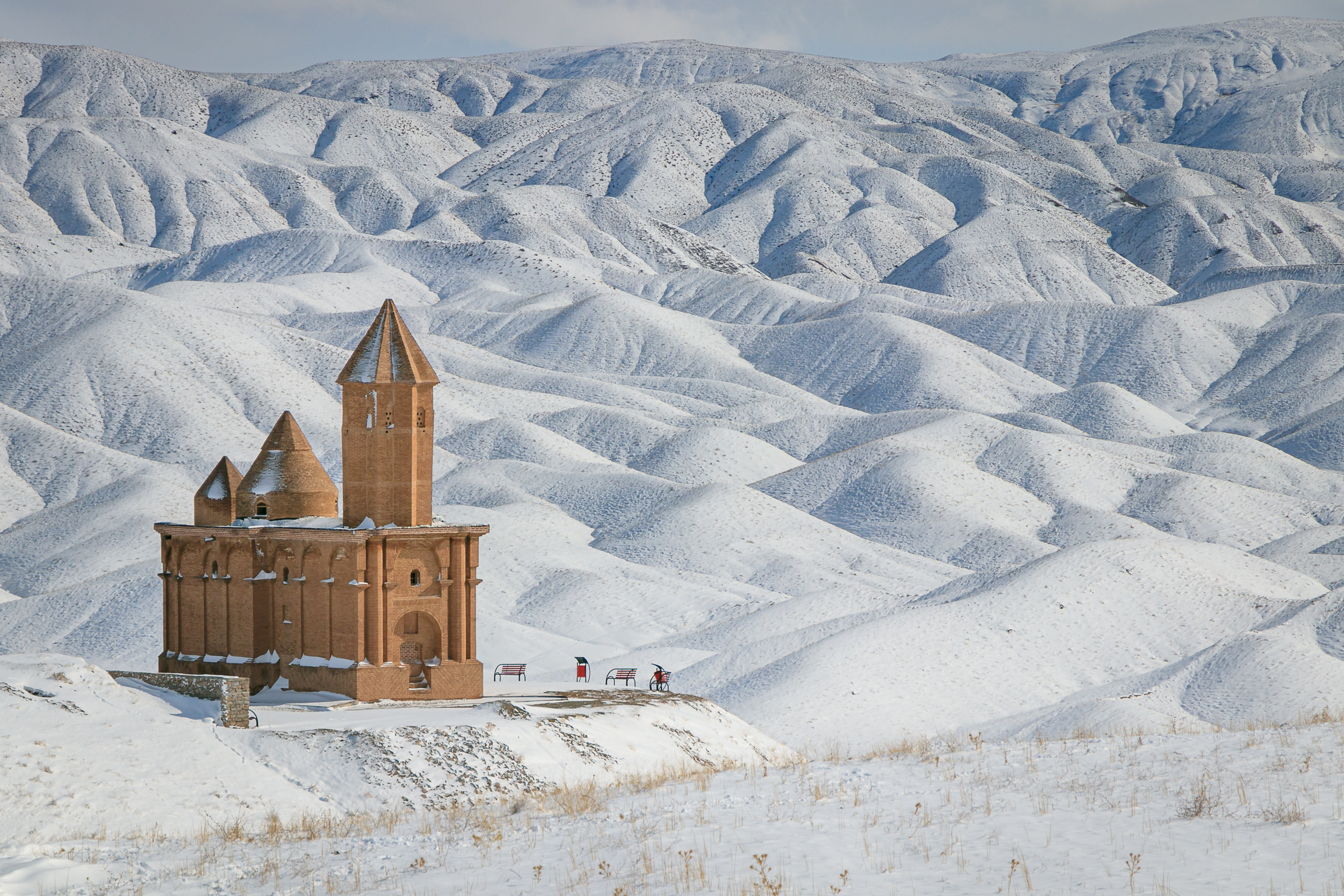
Церква Святого Івана, Сорол, Іран. Переможець міжнародного фотоконкурсу «Вікі любить пам'ятки» 2020 року

Сорол (перс. سهرل, також Sahrol, Sohreqeh, Sokhrul та Sūhrul) — село в остані (провінції) Східний Азербайджан, що в Ірані. Під час перепису населення 2006 року його населення становило 209 осіб у 55 сім'ях.